# Pandanus problematicus
Pandanus problematicus är en enhjärtbladig växtart som beskrevs av Huynh. Pandanus problematicus ingår i släktet Pandanus och familjen Pandanaceae.
Artens utbredningsområde är Sierra Leone. Inga underarter finns listade.